# Live in Nickelsdorf 1984
Live in Nickelsdorf 1984 ist ein Jazzalbum von Sun Ra. Die am 11. März 1984 auf dem Festival Konfrontationen in Nickelsdorf entstandenen Aufnahmen erschienen am 14. Juli 2014 auf Trost Records.

## Hintergrund
Ab Ende der 1970er- und frühen 1980er-Jahren, in einer Phase der Konsolidierung der Band, machte Sun Ra & His Arkestra vor allem mit Livealben auf sich aufmerksam, darunter Live from Soundscape (DIW), Sunrise in Different Dimensions (HatHut, ein Mitschnitt aus Willisau 1980), Vision of the Eternal Tomorrow, Dance of Innocent Passion, Beyond the Purple Star Zone und Oblique Parallax, letztere beide Mitschnitte aus dem Jazz Center Detroit, gefolgt von Ra to the Rescue (1982), Stars That Shine Darkly Volumes 1 & 2 vom Montreux Jazz Festival und Love in Outer Space (Leo Records, entstanden 1983). Nach seiner dritten Ägyptentournee und einem Konzert in Athen (Live at Praxis ’84) gastierte Sun Ra mit seinem Arkestra im März 1984 auf dem Festival „Konfrontationen“ im burgenländischen Nickelsdorf.
Sun Ra trat dort im Nonett mit den wichtigsten Spielern seines Arkestra auf, John Gilmore, Marshall Allen, Rollo Radford und Don Mumford. Sie spielten Versionen von fast 30 Melodien. Das Programm war stark improvisiert und enthielt auch Arkestra-Standards wie „Space Is the Place“ und „Fate in a Pleasant Mood“, dazu Standards von Duke Ellington („Sophisticated Lady“), Billy Strayhorn („Day Dream“), Thelonious Monk („’Round Midnight“) und „Mack the Knife“, den Brecht/Weill-Song aus der Dreigroschenoper, des Weiteren Nummern von Ted Koehler („Happy as the Day Is Long“), Brooks Bowman („East of the Sun (and West of the Moon)“) und Bob Haggart („What’s New“).

## Titelliste
- Sun Ra: Live in Nickelsdorf 1984 (Trost Records TR 118)[2]

CD 1
1. Untitled Improvisation 11:32
2. Discipline 27-II / Children of the Sun 7:00
3. Nuclear War 7:25
4. Unidentified Blues 6:06
5. Sophisticated Lady (Ellington) 5:44
6. East of the Sun (Brooks Bowman) 4:46
7. Springtime again 8:09
8. Yeah Man 2:49
9. Mack the Knife (Brecht/Weill) 7:26
10. Day Dream (Billy Strayhorn) 5:29

CD 2
1. Love in Outer Space 10:25
2. Space is the Place/We Travel the Spaceways/No News is Good News/Outer Spaceways Incorporated/Closing 4:41
3. Space Infinity / Drum Intro 2nd Set 1:41
4. Pleiades 3:50
5. Untitled Improvisation Part 1 1:22
6. Untitled Improvisation Part 2 9:27
7. Untitled Improvisation Part 3 1:02
8. Unidentified Piano Solo 2:56
9. 'Round Midnight (Monk) 08:53
10. Unidentified Blues 5:50
11. Happy as the Day Is Long (Ted Koehler) 3:18
12. Carefree 10:11

CD 3
1. Big John’s Special (Horace Henderson) 3:27
2. Days of Wine and Roses (Mancini) 8:48
3. What’s New (Johnny Burke, Bob Haggart) 8:25
4. Fate in a Pleasant Mood 8:44
5. Fate in a Pleasant Mood Part 2 6:47
6. Retrospect 3:51
7. Enlightenment/Strange Mathematics/Rhythmic Equations 9:45

Wenn nicht anders vermerkt, stammen die Kompositionen von Sun Ra.

## Rezeption
Fred Thomas verlieh dem Album in Allmusic vier Sterne und schrieb, die „interplanetaren Jazzreisenden“ von Sun Ras Arkestra würden über die vielen Jahrzehnte ihrer freien Musik transzendente Höhen erreichen. Auf Live in Nickelsdorf 1984 finde man eine besonders temperamentvolle Besetzung des Arkestra vor, die durch ein fast dreistündiges Programm bei einem österreichischen Jazzfestival brodelt.